# Турия (Кировоградская область)
Турия́ (укр. Турія) — село в Новомиргородской городской общине Новоукраинского района Кировоградской области Украины.
До 2020 года входило в Новомиргородский район
Население по переписи 2001 года составляло 1511 человек. Телефонный код — 5256. Код КОАТУУ — 3523887601.